# ステゴビル
ステゴビル（捨小蒜、Allium Inutile）は、ヒガンバナ科ネギ属の多年草。
本州中央部および四国香川県の限られた場所にのみ自生する日本固有の希少種
。

## 生態
日の当たる草地に生える。
最大直径13ミリメートルの球形から卵型の球根状の鱗茎を作る。
秋の末に、鱗茎から、幅2-2.5mm、長さ20-30cmほどの細長い葉を2，3枚伸ばす。葉は多少厚みを持ち、表面は平で、裏は丸みを帯びている。
翌年の夏に葉は枯れて、初秋の頃、入れ替わるように鱗茎から花茎が伸び始める。花茎は最長で30cmほどの高さとなり、花径の頂から数本の花軸が散形状に分かれ、それぞれの花軸に小さな花を付ける。
花径の頂から出た花軸の長さは2-3cm。その先につく花は、薄紫色から白色で、時に紅色をおび、長さ11mmほどの披針形の6枚の花蓋の中心に6本の黄色い雄しべに囲まれた雌しべが見える。
果実はやや丸く、3稜があり、頂が少し凹み、熟して３裂し、逆さ卵円形で小さい種子を散らす。

## 分類
名倉誾一郎が1896年9月30日、三河八名郡（愛知県豊橋市）の石巻山で採集した標本をもとに、牧野富太郎が1898年にユリ科ネギ（アリウム）属のAllium Inutileとして発表した。
和名については、飯沼慾斎（長順）が1856年発刊の草木図鑑に図説し、自身がステゴビルと命名したと述べている。
学名は、牧野が「ステゴビル」を「無用（inutile）で見捨てる小さな蒜」の意と解釈したことによる。
1946年に、花被の基部が癒合している特徴から、ハタケニラ属（Nothoscordon）とされたが、
1970年に、類縁関係にあるが別属となっていたハナビニラ属（Caloscordum）の特徴により近いため、ハナビニラ属に移行された。
 APG分類体系の3版以降では、ハナビニラ属も含めてネギ属に統合され、ユリ科からヒガンバナ科へと移動になったため、ヒガンバナ科ネギ属と分類されている。
ネギ属でありながらタマネギやニンニクの特徴的な香りのもととなるアリナーゼを持たない。

## 保護
自生地の分布は局所的で、環境省レッドリストでは「絶滅危惧Ⅱ類（VU）」に指定され、生息の可能性のある18都道府県・地域でも絶滅危惧種に指定されている。
埼玉県では、県指定天然記念物となっている。